# Isländische Eishockeyliga 1992/93
Die Saison 1992/93 war die zweite Spielzeit der isländischen Eishockeyliga, der höchsten isländischen Eishockeyspielklasse. Meister wurde zum insgesamt zweiten Mal in der Vereinsgeschichte Skautafélag Akureyrar.

## Hauptrunde
|    | Klub                         |
| -- | ---------------------------- |
| 1. | Skautafélag Akureyrar        |
| 2. | Skautafélag Reykjavíkur      |
| 3. | Ísknattleiksfélagið Björninn |